# Nyabukoro
Nyabukoro är ett vattendrag i Burundi.   Det ligger i provinsen Kayanza, i den nordvästra delen av landet, 50 km nordost om huvudstaden Bujumbura.
Omgivningarna runt Nyabukoro är en mosaik av jordbruksmark och naturlig växtlighet. Runt Nyabukoro är det tätbefolkat, med 297 invånare per kvadratkilometer.